# 索菲娅·利斯昆
索菲娅·瓦列里耶芙娜·利斯昆（烏克蘭語：Софія Валеріївна Лискун，2002年2月7日—），乌克兰女子跳水运动员，2018年夏季青年奥运会女子10米跳台银牌得主和混合团体铜牌得主、2022年世界游泳锦标赛混合双人10米跳台银牌得主。